# Hitring
Hitring was een Belgisch muziekprogramma op de televisiezender BRT 1 uit 1980.

## Inhoud
Het programma werd gepresenteerd door Kurt Van Eeghem, de clips werden aangekondigd door zijn alter ego dandy Raphaël Goossens en een persiflage van koning Boudewijn I. Het programma kwam op de buis als opvolger van Tienerklanken.
Het programma, dat in primetime werd uitgezonden, kon op grote bijval rekenen en behandelde drie hoofdthema's, met name Vlaamse schlagers, Belgische rock & pop en internationale hits. Het was het eerste televisieprogramma waarin Belgische artiesten de kans kregen een videoclip op te nemen voor hun liedjes. Het publiek mocht elke uitzending beslissen welk nummer tijdens de volgende editie opnieuw werd uitgezonden.
Luckas Vander Taelen (toenmalig zanger bij Lavvi Ebbel) beschreef het programma als volgt in het boek Big in Belgium van Jan Delvaux: "De groepen die in Hitring terechtkwamen, waren meteen bij een groot publiek bekend. De Belgische pop drong door tot alle lagen van muziekminnend Vlaanderen. De kwaliteit van de clips op zich was niet zo belangrijk, wel het feit dat een groep enkele keren in "Hitring" was te zien, sprak de bevolking aan. De manier waarop het gemaakt werd, sloot mooi aan bij de sfeer van de tijd. Snel, dynamisch, creatief. Het resultaat was verbluffend fris. Kon niet anders: de groepen waren jong en enthousiast en de opnameploeg was jong en enthousiast."
Het programma won in 1980 de allereerste De HA! van Humo.